# Elizabeth ǀKhaxas
Elizabeth ǀKhaxasKlicklaut (* 1960 in Okombahe, Südwestafrika) ist eine namibische Schriftstellerin und Aktivistin für Frauen- und LGBT-Rechte. Sie ist Gründerin und Leiterin des Women’s Leadership Centre. Von 1998 bis 2004 leitete sie die Frauenrechtsorganisation Sister Namibia. In dieser Rolle war sie Sprecherin des Netzwerks Namibian Women’s Manifesto. ǀKhaxas gilt als die „Mutter der Lesbenbewegung“ Namibias.

## Leben

### Jugend und Ausbildung
ǀKhaxas’ Mutter und Großmutter waren Ziegenfarmerinnen im Damaraland, dem Homeland der Damara, während ihr Vater als Lastwagenfahrer in Swakopmund für ein Salzgewinnungswerk arbeitete. Nach der Neuaufteilung des Lands der Damara 1972 durch die südafrikanische Regierung wechselte ǀKhaxas’ Mutter mit ihrer Ziegenherde auf Gemeindeweideland in der Nähe der Spitzkoppe. Da es dort keine Schule gab, zog Elizabeth zu ihrem Vater nach Swakopmund. Später kam auch ihre Mutter nach, die von da an in Haushalten deutschstämmiger Familien als Haushaltshilfe arbeitete.
In Swakopmund gab es in den 1970er Jahren noch keine Sekundarschulen für schwarze Kinder. Deswegen wechselte ǀKhaxas nach der Grundschule auf eine Internatsschule in der Kleinstadt Uis im Damara-Reservat. In dieser Zeit entschieden sich viele Schülerinnen und Schüler, ins Exil zu gehen und sich dort der Befreiungsarmee PLAN anzuschließen, darunter auch einer ihrer Brüder. ǀKhaxas wählte jedoch einen anderen Weg. Finanziell von ihrer Schwester unterstützt, die als Haushaltshilfe arbeitete, konnte sie als einziges Kind ihrer Eltern die Schule abschließen.
Elizabeth ǀKhaxas erhielt ein Stipendium, so dass sie Anfang der 1980er Jahre am Windhoek College of Education auf Lehramt für die Oberstufe im Fach Religion studieren konnte. Im dritten Studienjahr wurde sie schwanger, weshalb sie vom Vorlesungsbesuch ausgeschlossen wurde und das Wohnheim verlassen musste. Der Vater des Kinds kam im sechsten Monat der Schwangerschaft durch Gewalt ums Leben. Trotzdem bestand sie um 1983 die Abschlussprüfungen zwei Monate nach der Geburt ihres Sohnes. Im Anschluss begann sie an Sekundarschulen für Damara und Nama zu unterrichten.

### Coming-out und weiteres Studium
Während ihrer Studienzeit hatte Elizabeth ǀKhaxas feministische Literatur entdeckt. 1990 fuhr sie nach Kapstadt zu einem Treffen mit Frauen der dortigen Beratungsstelle für vergewaltigte Frauen. Dort kam sie zum ersten Mal in Kontakt mit Lesben, die sich als solche bezeichneten. Nach ihrer Rückkehr hatte sie eine erste lesbische Beziehung. Seit 1990 lebt sie in einer festen Partnerschaft mit der Deutschen Liz Frank, die sich für die Anti-Apartheid-Bewegung engagiert hatte und über Kontakte mit exilierten SWAPO-Mitgliedern seit 1982 in die Unabhängigkeitsbewegung Namibias involviert war. Ihre Gefühlswelt drückte ǀKhaxas in Gedichten aus. Mit Gedichten, die sie 1992 veröffentlichte, machte sie erstmals ihre Homosexualität öffentlich. 1995 beschrieb sie ihr Coming-out in einer Kurzgeschichte für eine internationale Publikation zur UN-Weltfrauenkonferenz in Peking.
1991 trat Elizabeth ǀKhaxas dem Kollektiv Sister Namibia bei, das die einzige feministische Zeitschrift in Namibia herausbrachte. 1994 veröffentlichte das Kollektiv eine Anthologie von Texten namibischer Frauen. 15 davon stammten von ǀKhaxas. Im gleichen Jahr wurde sie gemeinsam mit anderen namibischen Kulturschaffenden zur namibischen Kulturwoche nach Bremen eingeladen. Kurz darauf nahm sie als Rednerin bei der 6. Internationalen Feministischen Buchmesse in Melbourne teil. Mitte der 1990er Jahre konnte sie dank eines Stipendiums der australischen Regierung ein Jahr in Australien studieren und ihren Master machen.
Im Anschluss wurde sie 1997 Leiterin einer zehnklassigen Farmschule. Als Farmschulen werden in Namibia Schulen auf dem Land eines weißen Farmbesitzers für die Kinder schwarzer Arbeiter der umliegenden Farmen bezeichnet.

### Aktivitäten für Frauenrechts- und LGBT-Organisationen
Anfang 1997, als Reaktion auf die homophoben Äußerungen von Präsident Sam Nujoma, stellte Sister Namibia Räumlichkeiten zur Verfügung und half bei der Gründung des Rainbow Project, eines Netzwerks zur Unterstützung von Lesben und Schwulen in Namibia. Elizabeth ǀKhaxas wurde eine der Vertreterinnen des Projekts, die sich dazu öffentlich äußerten. Laut ihrer Lebenspartnerin Frank gilt ǀKhaxas als die „Mutter der Lesbenbewegung“ Namibias.
Von 1998 bis 2004 leitete Elizabeth ǀKhaxas die Frauenrechtsorganisation Sister Namibia. Im März 1999 organisierte Sister Namibia einen Workshop, an dem Nicht-Regierungsorganisationen, Frauenunterorganisationen der Parteien und weibliche Abgeordnete teilnahmen, um zu diskutieren, wie der Anteil der Frauen in der Politik erhöht werden könnte. Das Netzwerk benannte Sister Namibia, sie bei den Vorbereitungen auf die Kampagne zu den Wahlen von 1999 zur namibischen Nationalversammlung zu führen. ǀKhaxas wurde die Sprecherin des Netzwerks. Gemeinsam entwickelten sie das Namibian Women’s Manifesto, das im September 1999 veröffentlicht wurde. Es wurde in sechs Sprachen übersetzt und im ganzen Land verteilt. In dem Manifest verlangten die Organisationen sogenannte Zebra-Parteilisten, das heißt Parteilisten für die Wahlen, bei denen Kandidatinnen und Kandidaten sich jeweils abwechselten. Doch zum Zeitpunkt des Drucks zogen die SWAPO und der SWAPO Women’s Council ihre Unterstützung zurück, da in dem Dokument auch die Menschenrechte lesbischer Frauen genannt wurden. Auch die neue Frauenministerin distanzierte sich von dem Manifest. ǀKhaxas und Sister Namibia gelang es, die Aussagen zu Rechten von lesbischen Frauen bei der Überarbeitung des Manifests im Jahr 2004 zu verteidigen.
2004 gründete sie das Women’s Leadership Centre, das sie bis heute leitet. Im Zentrum der Aktivitäten des Zentrums steht das Schreiben von Frauen als Form des Widerstands mit dem Ziel, die feministische Analyse und den Aktivismus in Namibia weiterzuentwickeln. 2005 und 2008 gab ǀKhaxas Anthologien mit Texten namibischer Frauen heraus (Between Yesterday and Tomorrow, We Must Choose Life), die Gewalt erlebt haben oder mit AIDS/HIV infiziert sind. Die veröffentlichten Texte zeigen, dass in Namibia ein Gewaltparadigma herrscht, bei dem Gewalt keine externen Ursachen hat, sondern sich selbst genügt (autotelische Gewalt).
ǀKhaxas war eine der Frauen, die in der Ausstellung Amazing Namibian Women der Nationalgalerie von Namibia porträtiert wurden. Es handelte sich um eine Wohlfahrtsausstellung zugunsten der Initiative „Power Pad Girls“ von Sister Namibia.

### Prozesse um Aufenthaltsrecht der Lebenspartnerin
ǀKhaxas’ Lebenspartnerin Frank hatte seit 1991 auf Basis befristeter Arbeitserlaubnisse in Namibia gelebt. 1995 und 1997 beantragte Frank ein permanentes Aufenthaltsrecht in Namibia, was beide Male vom namibischen Ministry of Home Affairs abgelehnt wurde. Stattdessen wurde ihr mit Abschiebung wegen ihrer sexuellen Orientierung gedroht. 1998 ging Frank vor Gericht gegen diese Entscheidung vor. Frank und ǀKhaxas versuchten damit, dass gleichgeschlechtliche Beziehungen anerkannt würden. Die Behörden argumentierten, dass die Verfassung nur vor Diskriminierung aufgrund des Geschlechts schützte, aber nicht vor Diskriminierung wegen der sexuellen Orientierung. 2001 entschied das Verfassungsgericht, dass eine gleichgeschlechtliche Beziehung vom namibischen Gesetz nicht anerkannt würde. Trotzdem wurde Franks Antrag 2002 schließlich positiv entschieden, allerdings auf einer anderen Grundlage.

## Auszeichnungen
- 2016 Rosa Courage Preis von Gay in May e.V.[20]

## Veröffentlichungen
- Elizabeth ǀKhaxas, Liz Frank: Familienplanung kaum bekannt. Frauen und Selbstbestimmung. In: Florence Hervé (Hrsg.): Namibia. Frauen mischen sich ein. Orlanda Frauenverlag, Berlin 1993, ISBN 3-922166-85-7, S. 102–106.
- Elizabeth ǀKhaxas, Liz Frank: Black sisters – Lesben. In: Florence Hervé (Hrsg.): Namibia. Frauen mischen sich ein. Orlanda Frauenverlag, Berlin 1993, ISBN 3-922166-85-7, S. 107–109.
- Elizabeth ǀKhaxas: „Schmerz soll nicht unsere Lebensweise sein“. Gewalt gegen Frauen. In: Florence Hervé (Hrsg.): Namibia. Frauen mischen sich ein. Orlanda Frauenverlag, Berlin 1993, ISBN 3-922166-85-7, S. 112–116.
- Elizabeth ǀKhaxas, Liz Frank: „Männer predigen, Frauen machen die Sozialarbeit“. Zur Kirche. In: Florence Hervé (Hrsg.): Namibia. Frauen mischen sich ein. Orlanda Frauenverlag, Berlin 1993, ISBN 3-922166-85-7, S. 118–122.
- Elizabeth ǀKhaxas: Pain shall not be our way of Life: Women challenging violence in Namibia. In: Ludgera Klemp (Hrsg.): Women challenging violence. Experiences from eastern and southern Africa. Friedrich Ebert Stiftung, Dar es Salaam 1994, ISBN 9987-22-003-7.
- Elizabeth ǀKhaxas: Lesbians in Namibia. In: Monika Reinfelder (Hrsg.): Amazon to Zami. Towards a global lesbian feminism. Cassell, London 1996, ISBN 0-304-33193-7.
- Elizabeth ǀKhaxas (Hrsg.): Between Yesterday and Tomorrow. Writings by Namibian Women. Windhoek, Women's Leadership Centre 2005.
- Elizabeth ǀKhaxas, Saskia Wieringa: 'I am a pet goat, I will not be slaughtered': female masculinity and femme strength amongst the Damara in Namibia. In: Ruth Morgan, Saskia Wieringa (Hrsg.): Tommy boys, lesbian men and ancestral wives. Female same-sex practices in Africa. Jacana Media, Johannesburg 2005, ISBN 1-77009-093-2, S. 123–196.
- Liz Frank, Elizabeth ǀKhaxas: Sister Namibia: Fighting for All Human Rights for All Women. In: Feminist Africa. Band 6, Nr. 83, 2006, S. 83 (agi.ac.za [PDF]).
- Elizabeth ǀKhaxas (Hrsg.): We must choose life. Writings by Namibian women on culture, violence, HIV and Aids. Windhoek, Women's Leadership Centre 2008.